# ケン・ハフ
ケネス・ウィリアム・ハフ（Kenneth "Ken" William Hough, 1928年10月24日 – 2009年9月20日）は、オーストラリアのニューサウスウェールズ州オーバーン出身のサッカー選手、クリケット選手。サッカーとクリケットの両方でニュージーランド代表としてプレーした。
もともとはサッカーオーストラリア代表の選手としてプレーしていたが、1958年8月16日、ニュージーランド代表としてオーストラリア戦に出場した。この試合は2-3で敗れたものの彼は翌月にかけての4試合に出場した。しかし、9月14日のニューカレドニア代表に2-1で勝利した試合を最後に代表には出場していない。
クリケット選手としてはクリケットニュージーランド代表として2試合のテストクリケットと、28試合のファーストクラスクリケットに出場した。
2009年9月20日、クイーンズランド州のグラッドストンにて死去。80歳であった。